# Samuele Zoccarato
Samuele Zoccarato (Camposampiero, 9 de janeiro de 1998) é um ciclista italiano que compete com a equipa Green Project-Bardiani CSF-Faizanè.

## Biografia
Em 2018 revelou-se a nível continental ao ganhar a Ruota d'Oro. Também ocupou o quarto lugar no campeonato italiano de contrarrelógio sub-23. Ao ano seguinte, foi melhor escalador no Tour du Jura (terceiro numa etapa) e quinto no Piccolo Giro dei Lombardia, com as cores da equipa continental suíço IAM Excelsior.
Em 2020, durante o Giro Ciclistico d'Italia, destacou ao terminar terceiro na etapa rainha de Aprica , que se fez com os passes de Gavia e Mortirolo. Depois converteu-se em profissional em 2021 com a equipa Bardiani-CSF-Faizanè. Para seu debut, destacou pela suas escapadas, entre as que destaca o Nokere Koerse. Também foi selecionado pela sua equipa para competir no Giro d'Italia, onde participou em várias escapadas.

## Palmarés
- 2018
  - Ruota d'Oro

## Resultados em Grandes Voltas
| Corrida | Corrida         | 2019 | 2020 | 2021  | 2022 | 2023 |
| ------- | --------------- | ---- | ---- | ----- | ---- | ---- |
|         | Giro d'Italia   | —    | —    | 105.º | Ab.  | Ab.  |
|         | Tour de France  | —    | —    | —     | —    | —    |
|         | Volta a Espanha | —    | —    | —     | —    | —    |

—: Não participa

Ab.: Abandona

## Equipas
- IAM Excelsior (2019)
- Team Colpack Ballan (2020)
- Bardiani-CSF-Faizanè (2021-)
  - Bardiani-CSF-Faizanè (2021-2022)
  - Green Project-Bardiani CSF-Faizanè (2023-)